# 音止の滝
音止の滝（おとどめのたき）は、静岡県富士宮市にある滝。すぐ近くの白糸の滝とともに日本の滝百選の一つ。

## 概要
芝川本流の落差約25メートルの名瀑である。豪快で雄雄しい滝であり、白糸の滝とは対照的である。付近には曽我兄弟の隠れ岩、工藤祐経の墓、源頼朝が鬢の乱れを直したという泉がある。滝への交通機関は、白糸の滝 (静岡県)の項を参照。

## 由来
音止めの滝の名前の由来は、かつて源頼朝が挙行した富士の巻狩りの際に、曾我祐成・時致兄弟が父の仇である工藤祐経を討とうとした、その密議をしていたが滝の轟音で話が聞き取れない、そこで神に念じたところ、たちどころに滝の音が止んだという伝説による。曾我兄弟は見事に本懐を遂げた。

## 曾我の隠れ岩
音止の滝の東側に、曾我兄弟が工藤祐経を討つ時に隠れていたという言い伝えが残る「曾我の隠れ岩」がある。